# ای‌دی‌سی ایرلاینز
ای‌دی‌سی ایرلاینز (به انگلیسی: ADC Airlines) یک شرکت هواپیمایی با کد یاتا Z7 است که در تاریخ ۱۹۸۴ میلادی تأسیس شده است.
دفتر مرکزی ای‌دی‌سی ایرلاینز در لاگوس، نیجریه واقع شده‌است و قطب این شرکت هواپیمایی در لاگوس، نیجریه قرار دارد و به ۶ مقصد، پرواز مستقیم انجام می‌دهد.